# Trichomyia brevitarsa
Trichomyia brevitarsa är en tvåvingeart som först beskrevs av Wilhelm Ludwig Rapp 1945. Trichomyia brevitarsa ingår i släktet Trichomyia och familjen fjärilsmyggor.
Artens utbredningsområde är Panama. Inga underarter finns listade i Catalogue of Life.